# Vanessa Carlton
Vanessa Carlton (* 16. srpna 1980) je americká zpěvačka a bývalá baletka. Jednou z jejích nejznámějších písní je "A Thousand Miles". Její alba se pohybují na rozmezí písničkářství a popu, při zpěvu se často doprovází na klavír.

## Studiová alba
- 2002: Be Not Nobody
- 2004: Harmonium
- 2007: Heroes & Thieves
- 2011: Rabbits on the Run
- 2015: Liberman
- 2020: Love Is an Art

## Osobní život
V závěru roku 2013 se vdala, jejím manželem se stal John Joseph McCauley z kapely Deer Tick.